# Bandeira Bonnie Blue

A Bandeira Bonnie Blue, uma estrela branca num campo azul, foi a bandeira da república de curta-duração - Flórida Ocidental. Em Setembro de 1810, colonos do território Espanhol da Flórida Ocidental rebelaram-se contra o governo Espanhol e proclamaram uma república independente. A Bandeira Bonnie Blue foi hasteada no forte Espanhol de Baton Rouge a 23 de Setembro de 1810. Em Dezembro, a Flórida Ocidental foi anexada pelos Estados Unidos acabando com a existência de 74 dias da república.

## Influência noutras bandeiras

A Bandeira de Burnet, a primeira bandeira da República do Texas

Em 1836, A Bonnie Blue serviu de inspiração para a primeira bandeira da República do Texas, conhecida como a Bandeira de Burnet. Foi substituída em 1839 pela actual bandeira do Texas - a Bandeira da Estrela Solitária e pela bandeira da Carolina do Norte, também de uma estrela só.
A única estrela da Bandeira Bonnie Blue foi também a inspiração da estrela vermelha na bandeira da Califórnia de 1846 - a Bandeira do Urso. 

## Uso durante a Guerra Civil
A Bandeira Bonnie Blue foi usada originalmente pela República da Flórida Ocidental quando a República declarou independência da Espanha. O território original da Flórida Ocidental era composto pelos estados Sulistas: Louisiana, Mississippi, Alabama e Flórida. Quando o Mississippi deixou a União a 9 de Janeiro de 1861, como símbolo de indepedência, a Bandeira Bonnie Blue foi hasteada sobre o capitólio de Jackson no Mississippi. Um emigrante do Ulster chamado Henry McCarthy estava presente e posteriormente escreveu The Bonnie Blue Flag ("bonnie" é uma palavra Escocesa que significa "bela"), que se tornou uma popular canção militar e levou a que fosse usada como bandeira não-oficial dos Estados Confederados da América durante a Guerra Civil. O refrão típico é:
Hurra! Hurra!
Pelos direitos Sulistas, Hurra!
Hurra a Bandeira Bonnie Blue
De Uma Só Estrela!
A 26 de Janeiro de 1861 o Mississippi adoptou oficialmente uma nova bandeira, que incluía a bandeira Bonnie Blue no cantão e uma magnólia ao centro do campo (conhecida como a Bandeira da Magnólia).